# Sings from the Heart
Sings from the Heart è un album in studio del cantante statunitense George Jones, pubblicato nel 1962.

## Tracce
Side 1
1. Aching, Breaking Heart – 2:48 (Rick Hall)
2. Hearts in My Dreams – 2:39 (George Jones, Roger Miller)
3. Candy Hearts – 2:31 (Jones)
4. Talk to Me Lonesome Heart – 2:19 (James O'Gwynn)
5. With Half a Heart – 2:23 (Leon Payne)
6. Heartaches by the Number – 2:36 (Harlan Howard)

Side 2
1. When My Heart Hurts No More – 2:05 (Darrell Edwards, Hugh Cross)
2. Cold, Cold Heart – 3:21 (Hank Williams)
3. I've Got a New Heartache – 2:35 (Ray Price, Wayne Walker)
4. I Gotta Talk to Your Heart – 2:19 (Jones, Miller)
5. Frozen Heart – 2:12 (Jones, Jimmy Yancey)
6. Tender Years – 2:27 (Jones, Darrell Edwards)